# Palazzina delle arti e museo del sigillo
La Palazzina delle arti "Lucio Roberto Rosaia" è un edificio del 1924 progettato in stile neomedievale dall'architetto Franco Oliva nella storica via del Prione alla Spezia.

Adibito in origine a sede del locale Ufficio d'igiene, dal 2000 l'edificio ospita il Museo civico del sigillo e la Biblioteca speciale di Storia dell'Arte e Archeologia. 

L'edificio, dedicato alla memoria del sindaco Lucio Roberto Rosaia, è anche adibito a sede di temporanee di mostre d'arte.

## Il Museo del sigillo
Il Museo del sigillo offre ai visitatori una tra le più complete collezioni sfragistiche. 

Ricca di oltre millecinquecento sigilli originali di varie epoche che vanno dal IV millennio a.C. sino ai giorni nostri, la collezione si pone l’obiettivo di mostrare al visitatore lo sviluppo delle impronte nella storia della civiltà.

Dai numerosi reperti provenienti dall'asiatica Mezzaluna fertile, dove questi strumenti fecero la loro prima comparsa, si passa alle matrici-amuleto egiziane in pietra o ceramica, agli anelli sigillo di epoca romana, agli esemplari medievali, rinascimentali, barocchi, neoclassici e floreali.

Non mancano esemplari provenienti dall'America precolombiana, Cina, Giappone e da aree di influenza islamica. Una sezione particolare è dedicata a manufatti Lalique e Fabergé. 
La raccolta, frutto di ricerche trentennali e di collaborazioni con i maggiori studiosi del settore, è stata donata dai coniugi Lilian ed Euro Capellini al Comune della Spezia e allestita musealmente nell'anno 2000.

## Biblioteca di Storia dell'Arte e Archeologia Giancarlo Marmori
La Biblioteca è specializzata nelle discipline storico-artistiche ed archeologiche e costituisce un polo specialistico di documentazione a supporto delle attività di studio, di ricerca e didattiche dei Musei Civici cittadini. 
Nel 2024 la biblioteca è stata intitolata al critico e scrittore spezzino Giancarlo Marmori.